# Куп Мађарске у фудбалу 2012/13.
Куп Мађарске у фудбалу 2012/13. (мађ. 2012–2013-as magyar labdarúgókupa) је било 73. издање серије, на којој је екипа ФК Дебрецина тријумфовала по 6. пут. Сезона је почела утакмицом 1. кола 12. августа 2012. године, а завршила се финалом утакмицом одржаним у мају 2013. године на стадиону Јожеф Божик у Будимпешти. Дебрецин је био бранилац титуле, када је прошле сезоне освојио своје пето куп такмичење. Победник такмичења се квалификовати за другу рунду квалификација УЕФА Лиге Европе 2013/14.

## Четвртфинале[4]
| Тим #1                  | рез.   | Тим #2      | прва утакмица | друга утакмица |
| ----------------------- | ------ | ----------- | ------------- | -------------- |
| 3. и 6. фебруар 2013.   |        |             |               |                |
| ФК Летавертеш           | 0 : 10 | ФК Дебрецин | 0 : 2         | 0 : 8          |
| 23. и 27. фебруар 2013. |        |             |               |                |
| ФК Вашаш                | 4 : 3  | ФК Шиофок   | 3 : 1         | 1 : 2          |
| ФК Хонвед               | 0 : 3  | Ђер ЕТО     | 0 : 1         | 0 : 2          |
| ФК Вац                  | 0 : 6  | Видеотон    | 0 : 3         | 0 : 3          |

## Полуфинале
| Тим #1                   | рез. | Тим #2      | прва утакмица | друга утакмица |
| ------------------------ | ---- | ----------- | ------------- | -------------- |
| 16. април и 8. мај 2013. |      |             |               |                |
| ФК Вашаш                 | 1:6  | ФК Дебрецин | 0:3           | 1:3            |
| Видеотон                 | 2:3  | Ђер ЕТО     | 0:2           | 2:1            |

## Финале
Одиграна је само једна утакмица у финалу и дебрецин је освојио титулу шампиона.
| 22. мај 2011. |       |         |
| ФК Дебрецин   | 2 : 1 | Ђер ЕТО |

| ФК Дебрецин              | 2 : 1    | Ђер ЕТО           |
| ------------------------ | -------- | ----------------- |
| Адамо Коулибали 51’, 87’ | Извештај | Немања Андрић 17’ |

}}